# Vernia (album)
Vernia è l'ottavo album dell'artista hip hop statunitense Erick Sermon, pubblicato nel 2019. Partecipano al disco AZ, Styles P, No Malice, Raekwon, N.O.R.E., Big K.R.I.T., Nature, Keith Murray, Xzibit, David Banner, Devin the Dude e Too $hort. Sermon è affiancato da Battlecat, Apathy, Rockwilder e Ty Fyffe in produzione.

## Tracce
1. Payne Intro (featuring RJ Payne) – 2:29 – Kanzer
2. Wake Up/No Fear – 2:54 – Erick Sermon
3. Da Wave (featuring Yummy & Da YoungFellaz) – 3:05 – Rockwilder
4. Tha Game (featuring AZ & Styles P) – 3:48 – Mic Cheks, Erick Sermon
5. Go (featuring No Malice, Try Bishop & Kaelyn Kastle) – 3:36 – Erick Sermon
6. My Style (featuring Raekwon & N.O.R.E.) – 3:35 – Boogeyman
7. That Girl (featuring Big K.R.I.T. & Ricco Barrino) – 3:53 – Erick Sermon
8. Cabinet – 2:33 – Erick Sermon
9. Stay Real Part 2 (featuring Nature & Keith Murray) – 2:57 – Erick Sermon
10. Zion (featuring Xzibit, David Banner & Shaquille O'Neal) – 3:45 – Ty Fyffe
11. May Sound Crazy (featuring Too $hort & Devin the Dude) – 3:40 – DJ Battlecat
12. 300 E (featuring Kami Marsden) – 4:26 – Rockwilder
13. Vernia – 3:30 – Apathy